# 카젤마허
《카젤마허》(Katzelmacher)는 독일(구 서독)에서 제작된 라이너 베르너 파스빈더 감독의 1969년 드라마 영화이다. 이 영화는 그리스 이주 노동자 Jorgos의 도착에 의해 삶이 흔들려진 친구들에 초점을 두고 있다. 한나 쉬굴라 등이 주연으로 출연하였다.

## 출연

### 주연
- 한나 쉬굴라

### 조연
- 해리 베어
- 임 허만
- 라이너 베르너 파스빈더